# Teste da razão
Em Matemática, o teste da razão ou critério d'Alembert é um teste para saber a convergência ou não de uma série.
Seja {\displaystyle \sum _{n=1}^{\infty }a_{n}} uma série de termos positivos.
Fazendo-se {\displaystyle \lim _{n\rightarrow \infty }\left|{\frac {a_{n+1}}{a_{n}}}\right|=L}
Se
- {\displaystyle L<1\!}, a série é absolutamente convergente (portanto convergente);
- {\displaystyle L>1\!} ou {\displaystyle L=\infty \!} ou  {\displaystyle \!L=1^{+}\!}, a série é divergente;
- {\displaystyle L=1^{-}\!}, o teste é inconclusivo.

## Exemplo
Seja:
{\displaystyle a_{n}={\frac {n+1}{n!}}}
Classificar {\displaystyle \sum _{n=1}^{\infty }a_{n}}
a) {\displaystyle a_{n}={\frac {n+1}{n!}}>0}
b) {\displaystyle {\frac {n+1}{n!}}} tende para zero quando {\displaystyle n} tende para infinito, pois  {\displaystyle n!} cresce muito mais rapidamente que {\displaystyle n}.
c) Aplicando o critério de d'Alembert:
{\displaystyle L=\lim _{n\to \infty }{\frac {a_{n+1}}{a_{n}}}=\lim _{n\to \infty }{\frac {\frac {n+2}{(n+1)!}}{\frac {n+1}{n!}}}=\lim _{n\to \infty }{\frac {n+2}{(n+1)!}}{\frac {n!}{(n+1)}}=\lim _{n\to \infty }{\frac {(n+2)}{(n+1)^{2}}}=}
{\displaystyle =\lim _{n\to \infty }{\frac {(n+1)+1}{(n+1)^{2}}}=\lim _{n\to \infty }\left({\frac {1}{n+1}}+{\frac {1}{(n+1)^{2}}}\right)=0}
e como {\displaystyle L<1}, a série {\displaystyle \sum _{n=1}^{\infty }a_{n}} converge.